# 水口まつり
水口 まつり（みずぐち まつり、1986年10月28日 - ）は、日本の女性声優。Ally Agent所属。
以前はイエローテイルに所属していた。山形県出身。血液型はO型。映像テクノアカデミア卒業。

## 出演
太字はメインキャラクター。

### テレビアニメ
2007年
- 古代王者 恐竜キング Dキッズ・アドベンチャー（2007年 - 2008年、レックス・オーエン）- 2シリーズ

2010年
- それでも町は廻っている（輪島）
- 爆丸バトルブローラーズ ニューヴェストロイア（リンク・ボラン）

2012年
- 妖狐×僕SS（女性教師）

2014年
- 僕らはみんな河合荘（おばあさん）

2016年
- 昭和元禄落語心中（女）

2018年
- 剣王朝（女門弟A、女門弟、女官B、町人B）
- ニル・アドミラリの天秤（魚介冨美、隠野地子）
- グラゼニ（おばちゃん）

2019年
- 五等分の花嫁（学食のおばちゃん）
- なむあみだ仏っ!-蓮台 UTENA-（子供）
- ACTORS -Songs Connection-（遊女）

2022年
- 錆色のアーマ-黎明-（村人、里の人々、子どもたち、村の人々、少年 ルカ 他）
- 阿波連さんははかれない（家庭科教師、おばちゃん、スーパー店員）
- ブッチギレ!（年増女）

2023年
- 老後に備えて異世界で8万枚の金貨を貯めます（おばさん）
- D4DJ All Mix（店員〈ソフトクリーム屋さん〉）
- おとなりに銀河（一郎の母、島民）
- デキる猫は今日も憂鬱（街の人々、女性店員）

2025年
- ユア・フォルマ（信奉者）

### 劇場アニメ
- マクダルのカンフーようちえん（英語版）（2012年、クマ、ウサギ、掃除のおばちゃん）

### ゲーム
2007年
- ぷりサガ! 〜プリンセスをさがせ!〜（お兄ちゃん）
- スペクトラルジーン（トスカ、ゼン）
- 萌え萌え2次大戦（略）（フェイ、クレア）

2008年
- 大奥記
- 萌え萌え2次大戦（略）☆デラックス（フェイ、クレア）

2009年
- カヌチ 黒き翼の章（オルタ）
- 戦極姫 -戦乱に舞う乙女達-（服部半蔵、信常エリ）
- 萌え萌え2次大戦（略）☆ウルトラデラックス（フェイ、クレア）

2010年
- 夏空のモノローグ（浅浪翔）
- 萌え萌え2次大戦（略）2[chu〜♪]（フェイ、クレア）

2011年
- 三極姫〜三国乱世・覇天の采配〜（夏侯淵妙才）
- 出撃!! 乙女たちの戦場2〜天翔ける衝撃の絆〜（ユーリア）
- 萌え萌え大戦争☆げんだいばーん（パーキンス、ラースタチュカ）
- 萌え萌え大戦争☆げんだいばーん+（パーキンス、ラースタチュカ）
- 萌え萌え大戦争☆げんだいばーん 3D（パーキンス、ラースタチュカ）

2012年
- 源狼 GENROH（加護女）
- 戦極姫3〜天下を切り裂く光と影〜※PSP版（細川幽斎、藤堂高虎、毛利秀包、鍋島直茂、信常エリ）
- 萌え萌え大戦争☆げんだいばーん++（パーキンス、ラースタチュカ）

2013年
- 英雄*戦姫
- 〜聖魔導物語〜（ナーン）
- 夏空のモノローグportable（浅浪翔）
- Princess Arthur（ケット・シー）

2015年
- ChuSingura46+1 -忠臣蔵46+1- V（磯貝十郎左衛門）
- BAD APPLE WARS

2016年
- Strawberry Nauts（ソクラテス）

2017年
- 蝶々事件ラブソディック（井口洋子）

2018年
- 天涯ニ舞ウ、粋ナ花
- ピオフィオーレの晩鐘

2019年
- EARTH DEFENSE FORCE: IRON RAIN（EDFNオペレーター）
- FOOD FANTASY-フードファンタジー-（柏餅）

2022年
- Dusk Diver 2 崑崙靈動（メグレズ）

2023年
- 白夜極光（ハーティ〈2代目〉）
- 薔薇と椿 〜お豪華絢爛版〜（楽師由美、メカ椿、妖精ブルー）

2025年
- Honor of Kings（鍾無鹽）

### ドラマCD
- 夏空のモノローグ オリジナルドラマCD（浅浪翔）
- 萌え萌え2次大戦（略）☆デラックス（フェイ）

### 吹き替え

#### 映画
- ウォリアー（フレア）
- ケース39
- 国を売る人（レイ）
- ザ・グラビティ（ゾフィー・リッター〈クリスティアーネ・パウル〉）
- 絶海9000m（ラウラ）
- ダブル・フェイス（ヘルマン夫人、他）
- チェーン（ジリアン）
- 2バッドガイズ（ローラ）
- パグ・アクチュアリー（セリア）
- 皆殺しの掟（キャンディ）
- ミューズ 悪に堕ちた女神の魂（ジャクリーヌ[13]）
- レモネード・マウス（ステラ・ヤマダ〈ヘイリー・キヨコ〉）

#### ドラマ
- ウェイバリー通りのウィザードたち（スティービー）
- ヴェロニカ・マーズ シーズン2
- 宇宙戦争（ルーシー、他）
- ギルモア・ガールズ
- ゴースト 〜天国からのささやき シーズン3
- たった一人の私の味方（グムオク）
- 都市と都市（コーワイ巡査〈マンディープ・ディロン〉）
- Travelers-トラベラーズ- シーズン3（ジョアン）
- ポニーシッター・クラブ（オリビア、ビリー）
- ヤング・スーパーマン シーズン6 #3（ジェニー）
- One Tree Hill

#### アニメ
- おじいさんと子猫の魔法の家（バクスター）
- 凹凸世界（2019年、モンテズマ[14]）
- キャッチ!ティニピン（2023年、マヤの母親）

### パチスロ
- パチスロ烈火の炎 Flame of Recca（2018年、陽炎、命[15]）
- ロリクラ☆ほーるど！(2021年、カロリー[16])

### デジタルコミック
- 恋の致死量（2022年、友香、モブ女性1、モブ女子学生[17]）
- どうしようもない、ぼくの初恋。 （2022年、女子生徒C、女子生徒K、学食のおばちゃん、武内の母、女教師）[18]
- 愛想が尽きない（2023年、吉田、緒方少年）[19]
- 死んだら悪役令息で幻のΩなんて冗談じゃない!（2023年、シャル（11歳）、同僚（女）、侍女3、聴衆の女2、侍女5）[20]